# Peremożne (obwód lwowski)
Peremożne, Chłopy (ukr.  Переможне) – wieś na Ukrainie, w obwodzie lwowskim, w rejonie lwowskim (wcześniej w rejonie gródeckim). W 2001 roku liczyła ok. 2,2 tys. mieszkańców.
W II Rzeczypospolitej należała do powiatu rudeckiego w województwie lwowskim. W 1931 r. liczyła ponad 3 tys. mieszkańców, praktycznie samych Polaków. W czasie okupacji niemieckiej we wsi działała polska samoobrona. W latach 1944–1945 nacjonaliści ukraińscy z OUN – UPA zamordowali tutaj 12 Polaków, paląc niektóre polskie zagrody.

## Zabytki
- dwukondygnacyjny dwór wybudowany przez Antoniego Józefa Lanckorońskiego[3]. Obiekt otaczał mały park krajobrazowy, pomnik kultury. Park jest pozostałością majątku Lanckorońskich, którzy go utworzyli. Po wyjeździe Lanckorońskich do Niemiec, w ich majątku powstała szkoła, w której uczyło się starsze pokolenie mieszkańców wsi.
- cerkiew Narodzenia NMP, prawosławna
- cerkiew greckokatolicka pw. Matki Boskiej, dawny kościół rzymskokatolicki

## Urodzeni
- Marcin Drozd
- Kazimierz Kanaś
- Jan Kornecki[4]
- Edward Mazur
- Kazimierz Prokop
- Maciej Rataj
- Marcin Stefanko